# Báb (Slowakije)

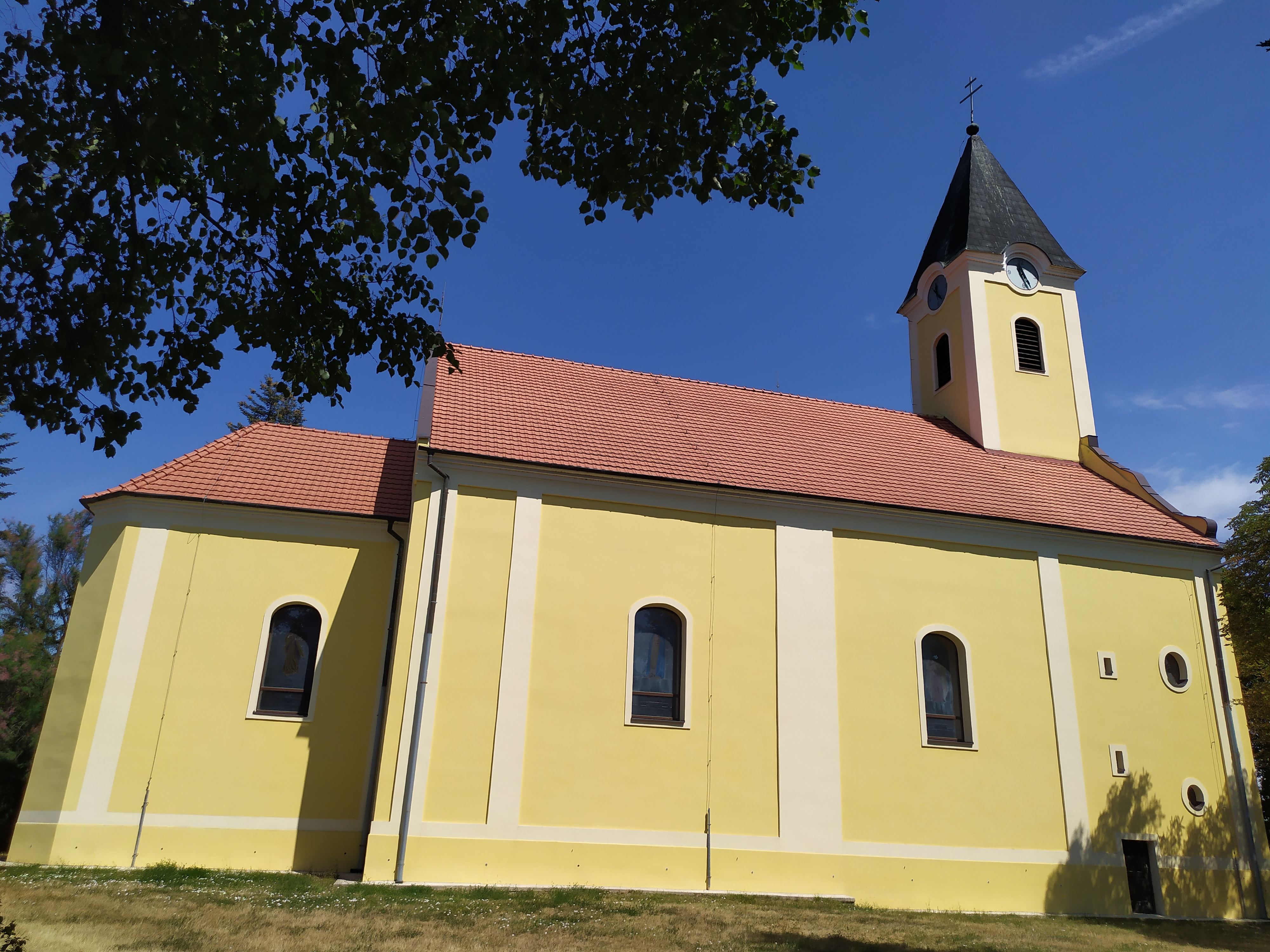
Báb

Báb (Hongaars: Báb) is een Slowaakse gemeente in de regio Nitra, en maakt deel uit van het district Nitra.
Báb telt 1.063 inwoners.